# Жабки
Жабки (у 1928—2016 — Луценки) — село в Україні, у Лохвицькій міській громаді Миргородського району Полтавської області на річці Суха Лохвиця. Населення становить 654 особи. Колишній орган місцевого самоврядування — Жабківська сільська рада (до 2016 р. — Луценківська).

## Географія
Село Жабки знаходиться на берегах річки Лохвиця, вище за течією на відстані 2 км розташоване село Бербениці, нижче за течією на відстані 2 км розташоване село Шмиглі. 
Неподалік від села розташований ботанічний заказник «Балка Поповиця».

## Історія

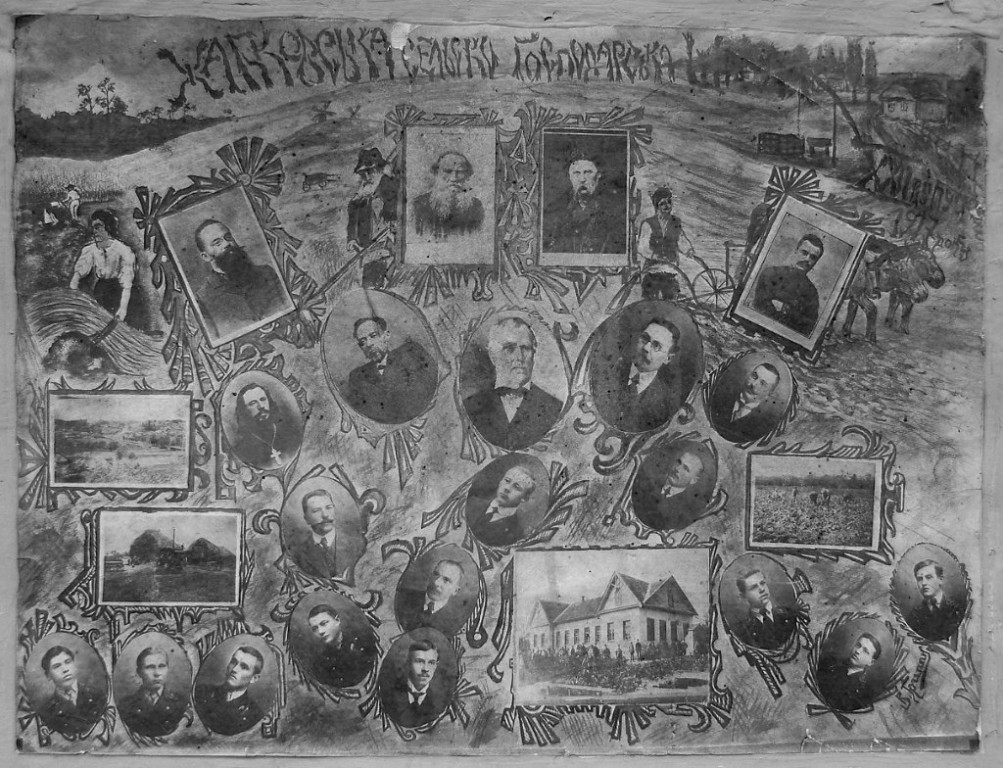
Випускний альбом XXII випуску Жабківської сільськогосподарської школи. 1917 рік.

Село Жабки засноване у 17 столітті, входило до складу Лохвицької сотні Лубенського полку.
Під час Повстання дейнеків у 1658 році селяни Жабок разом з селянами з Шмиглів й Бербениць знищили родину власника цих сіл Івана Боклевського, швагра гетьмана Івана Виговського.
У 1793 році зведено дерев'яну церкву пророка Іллі.
За даними на 1859 рік Жабки були власницьким та козацьким селом, у селі було 434 двори, жіноче населення становило 1326 осіб, а чоловіче 1311 особи. У селі була одна православна церква. Село належало до 3-го стану Лохвицького повіту Полтавської губернії.
Станом на 1867 рік населення Жабок становило 2637 осіб.
Восени 1891 р. Лохвицьким повітовим земством на кошти, які заповідав статський радник Г. А. Залужний, відкрито Жабківську сільськогосподарську школу ІІ розряду. У 1904 р. перекваліфікована до І розряду.
У січні 1900 року у Жабках відкрито безкоштовну бібліотеку читальню, яка на 1910 рік містила 562 книг. Завідувачем був Сергій Іванович Залужний.
У 1903 році Іллінську церкву поставлено на мурований цоколь й прибудовано до неї дерев'яну дзвіницю.
У 1913 році у Жабках збудовано трикомплектну земську школу за проектом Опанаса Сластіона.
Під час проведеного радянською владою Голодомору 1932—1933 років померло щонайменше 250 жителів села.
За переписом населення 12 січня 1989 року населення Жабок (на той час село Луценки) становило 828 осіб: 348 чоловічої та 480 жіночої статі.
З 1928 по 2016 рік село називалося Луценки. Історичну назву відновлено 19 травня 2016 року Верховною Радою.
12 червня 2020 року, відповідно до розпорядження Кабінету Міністрів України № 721-р «Про визначення адміністративних центрів та затвердження територій територіальних громад Полтавської області», село увійшло до складу Лохвицької міської громади.
19 липня 2020 року, в результаті адміністративно - територіальної реформи та ліквідації Лохвицького району, село увійшло до складу новоутвореного Миргородського району Полтавської області.

## Економіка
- Молочно-товарна ферма.
- ТОВ «Максимко».

## Об'єкти соціальної сфери
- Школа.
- Будинок культури.

## Пам'ятки

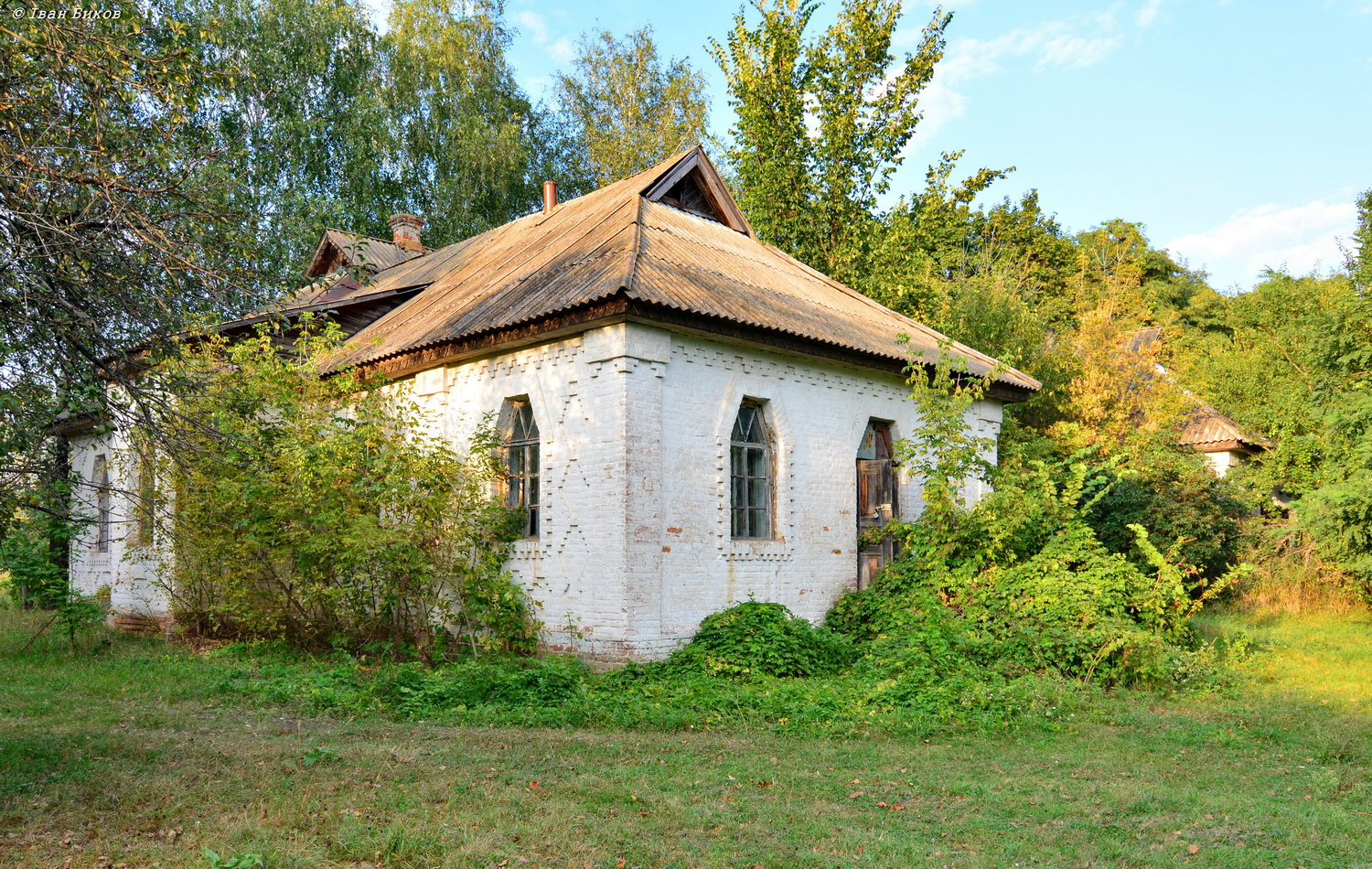
Земська школа

- Іллінська церква
- Земська школа Лохвицького земства

## Уродженці села
- Луценко Степан Кузьмич з 1926 р. — заступник Наркома земельних справ УРСР. Ім'ям С. К. Луценка між 1928 та 2016 роками було названо село, вулицю і провулок.Меморіальна дошка І. К. Леті на будівлі колишньої школи, в якій він навчався

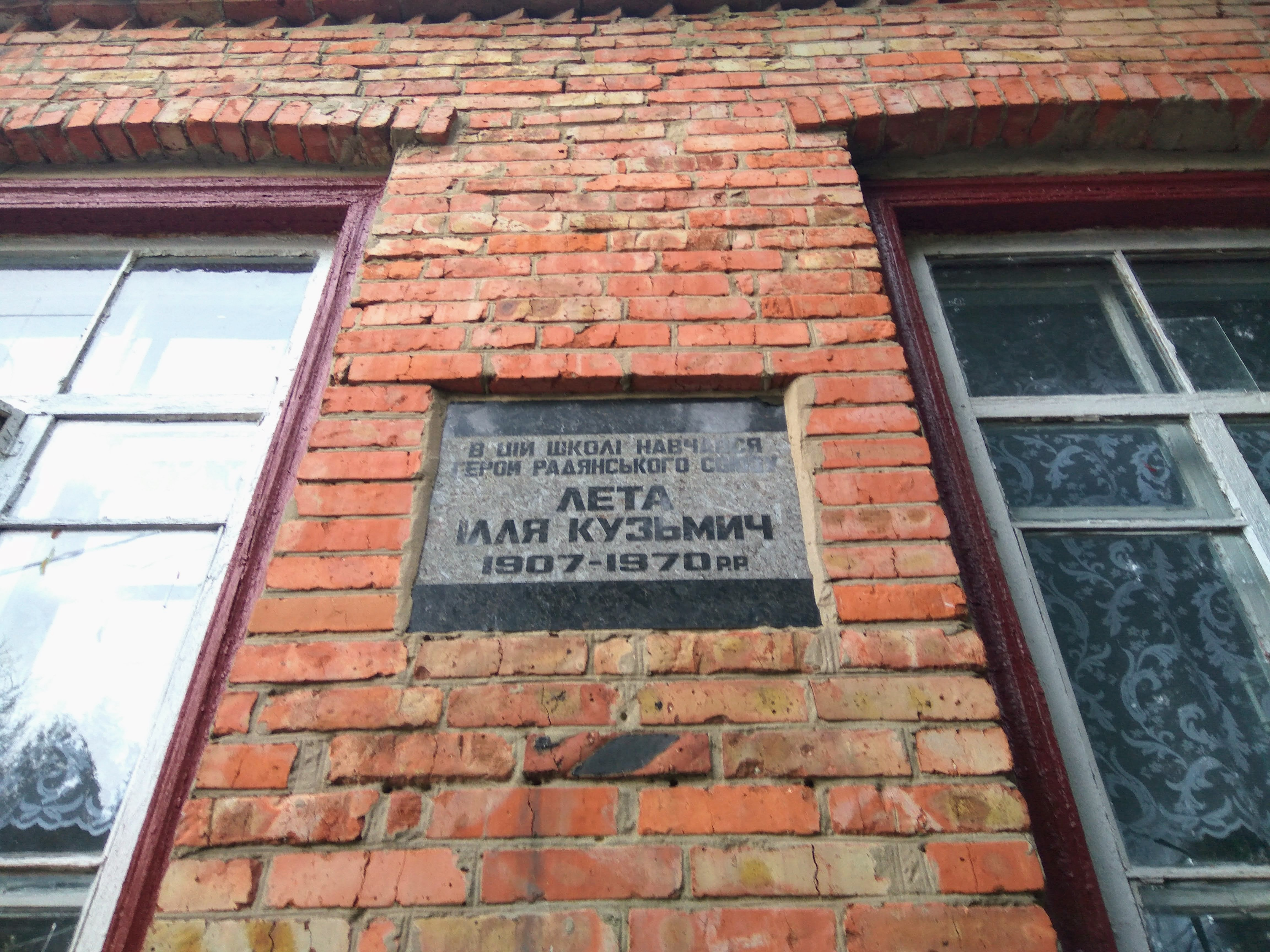
Меморіальна дошка І. К. Леті на будівлі колишньої школи, в якій він навчався

- Лєта Ілля Кузьмич (1907—1970) — учасник Великої Вітчизняної війни, Герой Радянського Союзу.
- Савченко Павло Григорович (1887—1920) — поет-символіст.
- Савченко Яків Григорович (1890—1937) — поет і літературний критик, брат поета Павла Савченка.
- Хвиль Макар Миколайович (1919—1999) — учасник Великої Вітчизняної війни, доцент, політичний діяч